# تلفيف جبهي سفلي
التَّلْفيفُ الجَبْهِيُّ السُّفْلِيّ اختصارًا (IFG) هو أدنى تلفيف متمركز في التلافيف الجبهية [الإنجليزية]، في الفص الجبهي، وهو جزء من قشرة الفص الجبهيّ.
حدوده العلوية هي الثلم الجبهي السفلي [الإنجليزية] (الذي يقسمه من التلفيف الجبهي الأوسط [الإنجليزية])، وحدوده السفلية هي الثلم الجانبي (الذي يفصله عن التلفيف الصدغي العلوي) وحدوده الخلفية هي التلم الأمامي السفلي. وفوقه يوجد التلفيف الجبهي الأوسط، وخلفه التلفيف أمام المركزي.
التلفيف الجبهي السفلي يحتوي على منطقة بروكا التي تعمل في معالجة اللغة وإنتاج الكلام.